# Villa Park
Villa Park è uno stadio britannico di Birmingham, capoluogo della contea inglese del West Midlands.
Sorge nel quartiere cittadino di Aston, che dà il nome al club calcistico inglese proprietario dell'impianto, l'Aston Villa, che lo inaugurò nel 1897.
Si tratta di uno dei più antichi stadi del Regno Unito nonché il primo al mondo ad avere ospitato incontri calcistici internazionali in tre secoli diversi a partire dal 1899.
Nel corso della sua secolare attività ha ospitato gare del mondiale di calcio 1966 e dell'europeo di calcio 1996; in ambito di calcio di club, nel 1999 fu sede della finale dell'ultima edizione di Coppa delle Coppe.
È stato utilizzato anche per eventi internazionali di rugby a XIII (Australasia e Nuova Zelanda contro la Gran Bretagna) e a XV (Coppa del Mondo 2015), nonché originariamente designato ad accogliere gare di rugby a VII dei XXII Giochi del Commonwealth, successivamente dirottate al City of Coventry Stadium.
Ha una capienza di poco meno di 43000 spettatori e il suo terreno è, dal 2011, un tappeto in erba mista realizzato con tecnologia GrassMaster.
Durante la pandemia di COVID-19 ha svolto funzioni di sostegno al servizio sanitario nazionale, essendo stato utilizzato sia come sede ospedaliera esterna di ostetricia e, successivamente, come centro di vaccinazione contro il virus.

## Storia

### Le origini
L'Aston Villa manifestò a fine secolo XIX l'esigenza di un nuovo impianto perché quello all'epoca in uso, Wellington Road, presentava diversi problemi tra cui un terreno non livellato, difficoltà d'accesso per gli spettatori e, soprattutto, spese d'affitto esagerate.

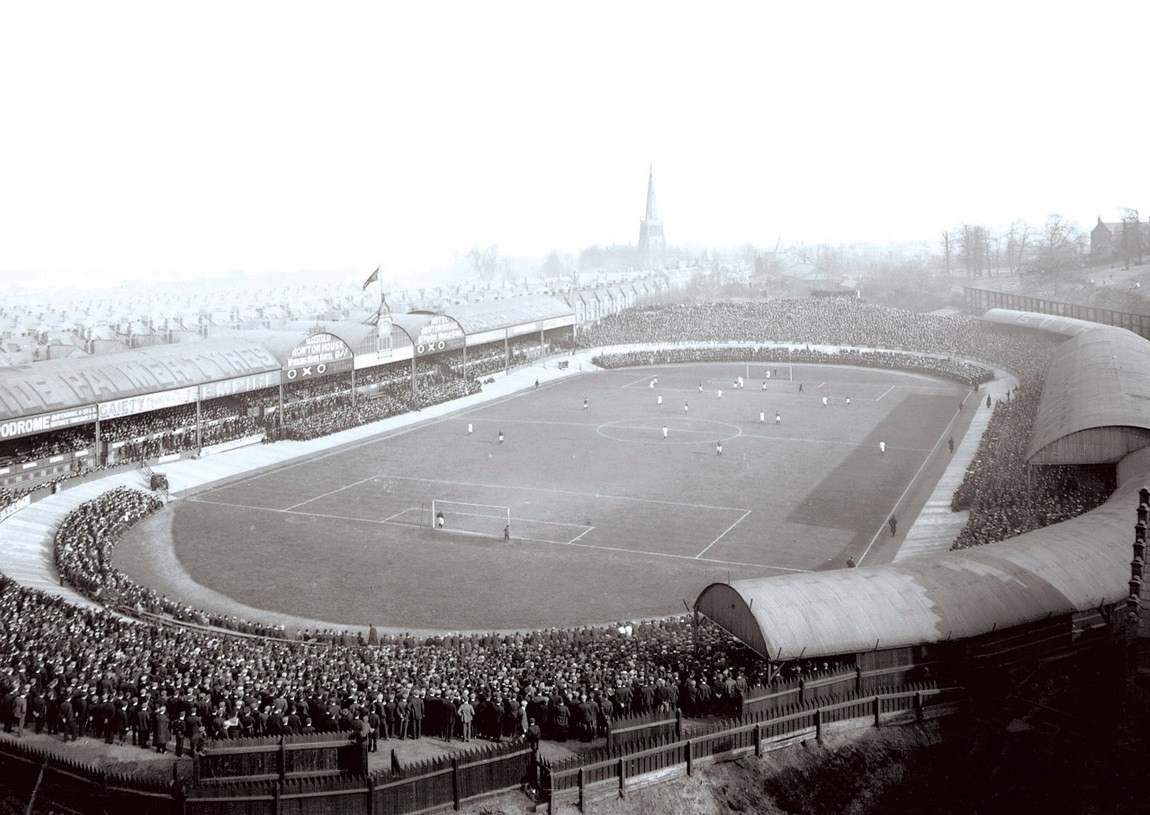
Lo stadio nel 1907, durante un ‒

Di conseguenza, nel 1894 il consiglio d'amministrazione del club prese contatti con i proprietari dell'Aston Lower Ground che, all'epoca, godeva della fama di miglior impianto sportivo della zona.
Tale struttura sorge nelle ex pertinenze di Ashton Hall, imponente casa padronale in stile giacobiano, su un terreno originariamente utilizzato come orto giardino dal proprietario della casa, Sir Thomas Holte e, a seguire, come parco vittoriano dei divertimenti, acquario e, infine sala congressi.
Nel 1889 uno stagno artificiale ivi presente fu prosciugato e al suo posto furono realizzate una pista da ciclismo e un prato d'atletica inaugurati il 10 giugno successivo davanti a una folla di 15000 spettatori.
Dopo due anni di negoziati i dirigenti dell'Aston Villa e il proprietario di Lower Ground, Edgar Flower, giunsero a un accordo di locazione a lunga durata (21 anni) per un corrispettivo annuo di 300 £ e il diritto d'acquisto da esercitare in qualsiasi momento della vigenza del contratto
A condurre le trattative per conto del club fu il suo presidente Frederick Rinder, agrimensore certificato che aveva presieduto ai progetti di livellamento del terreno prima della loro realizzazione pratica.
Il club commissionò quindi a un architetto la messa in opera di una pista ciclistica in cemento da 400 m in sostituzione di quella esistente in terra; i lavori iniziarono a fine 1896 e inclusero anche la realizzazione di una tribuna sul fronte su Witton Lane nonché riporti di terra intorno a pista e campo per permettere la visuale agli spettatori; lo stadio fu inaugurato il 17 aprile 1897 con un'amichevole contro il Blackburn.
Così completato, il fabbricato era capace di ospitare circa 40000 spettatori, gran parte dei quali in piedi sui riporti.
Nel 1911 l'Aston Villa acquistò l'impianto a un prezzo di 8250 £; come pertinenze accessorie acquistò per 1500 £ il palazzo per uffici un tempo adibito ad acquario e il parcheggio, e per ulteriori 2000 £ acquisì il viale d'accesso e il campo di bowls.

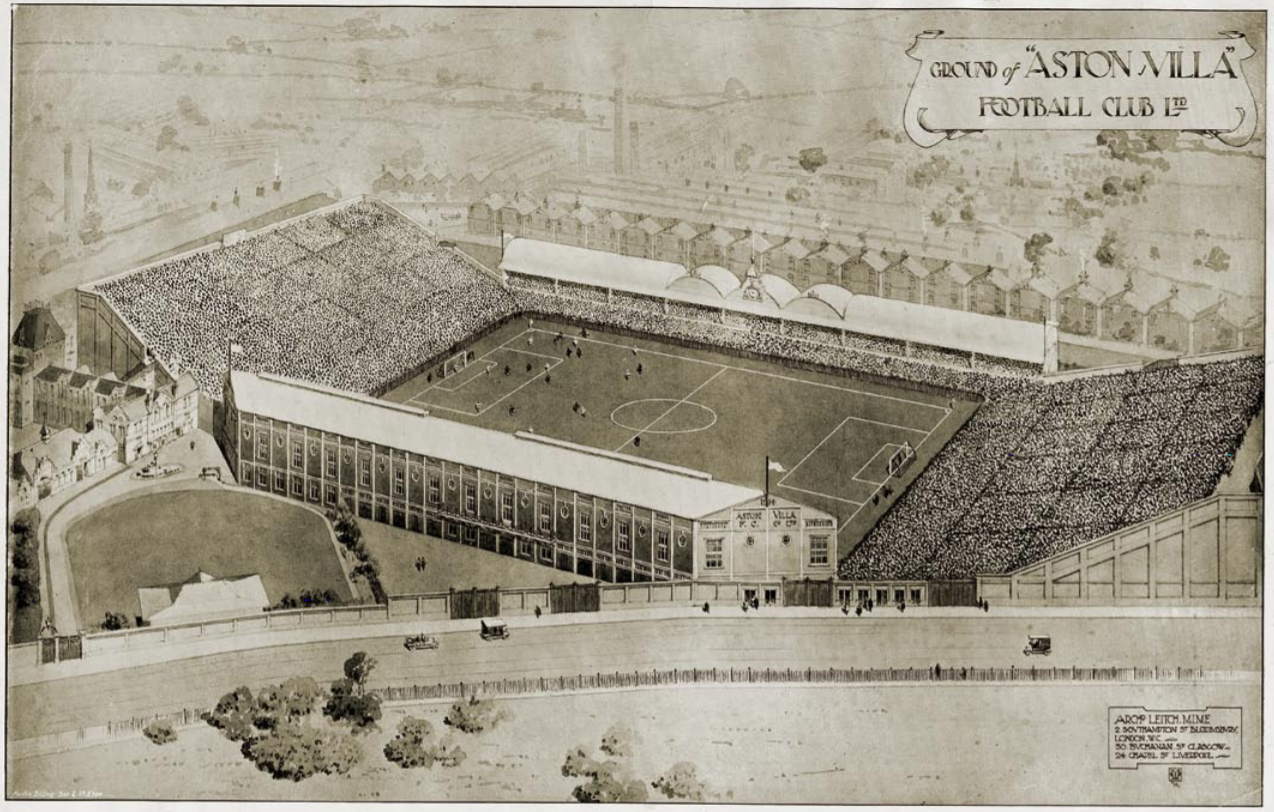
Il progetto di ampliamento (mai realizzato) proposto da Archibald Leitch

Nel 1914 il club commissionò allo scozzese Archibald Leitch ‒ specializzato in architetture di impianti sportivi ‒ il progetto di uno stadio che all'epoca avrebbe dovuto contenere più di 100000 spettatori; il piano prevedeva la ricostruzione delle tribune laterali, entrambe da realizzare coperte, due nuove curve, la squadratura dell'impianto fino a quel momento di forma ellittica, e l'inglobamento delle proprietà accessorie acquisite insieme allo stadio; tuttavia il sopravvenire della Grande Guerra rinviò qualsiasi progetto al decennio successivo.
Nel 1919 le previsioni di spesa, che nel 1914 ammontavano a circa 27000 £, furono riviste al rialzo a causa dell'inflazione post-bellica: l'ammontare previsto infatti era più del doppio del pre-conflitto, 66000 £, ma negoziazioni successive lo abbassarono di quasi un terzo e alla fine si giunse a un accordo sulla cifra di 41775 £.
I lavori iniziarono nel 1922 e andarono avanti per due anni: la prima, e la più importante, costruzione realizzata fu la tribuna su Trinity Road, che fu fino a fine secolo il tratto distintivo dello stadio: l'inaugurazione di tale gradinata avvenne il 26 gennaio 1924 alla presenza dell'allora duca di York, futuro sovrano con il nome di Giorgio VI.
L'opera di Leitch fu lodata per il suo valore architettonico e la ricchezza delle finiture (la tribuna era corredata di vetri colorati, mosaici all'italiana, gabbie alla fiamminga sul fronte esterno e un'ampia scalinata) cui si aggiungeva il primo ristorante mai realizzato in uno stadio del Regno Unito.
Tutto quel lusso ebbe tuttavia l'effetto di far lievitare i costi in maniera considerevole, tanto da far raggiungere l'ammontare da pagare, a lavori terminati, a circa 89000 sterline, più del doppio di quanto contrattato; tale sforamento portò il consiglio d'amministrazione del club a ordinare un'indagine interna sui costi e a chiedere a Rinder le dimissioni da presidente.
Gli ultimi lavori di un certo rilievo, per molto tempo a venire, risalirono alla seconda metà degli anni trenta: nel 1936, a 78 anni, Rinder fu reintegrato nel consiglio d'amministrazione del club e commissionò alcuni lavori di ristrutturazione dei terrazzamenti, rifatti in cemento e protetti da ringhiere in metallo in sostituzione di quelle vecchie in legno; a Leitch chiese inoltre il rifacimento della Holte End, la curva che affacciava sulla vecchia casa di Thomas Holte; né Rinder né Leitch videro la fine dei lavori perché entrambi morirono nel 1938; a proseguire il piano fu il figlio dell'architetto, Archibald jr., che lo ultimò nel 1939.
Nel 1940 lo stadio fu requisito per scopi bellici: la tribuna coperta su Trinity Road fu utilizzata come scudo antiaereo e magazzino munizioni e lo spogliatoio della squadra divenne sede temporanea di una compagnia di fucilieri del reggimento del Warwickshire.
I bombardamenti tedeschi provocarono alla tribuna su Witton Lane danni per circa 20000 sterline, cui si pose rimedio solo nel 1954.

### Il secondo dopoguerra

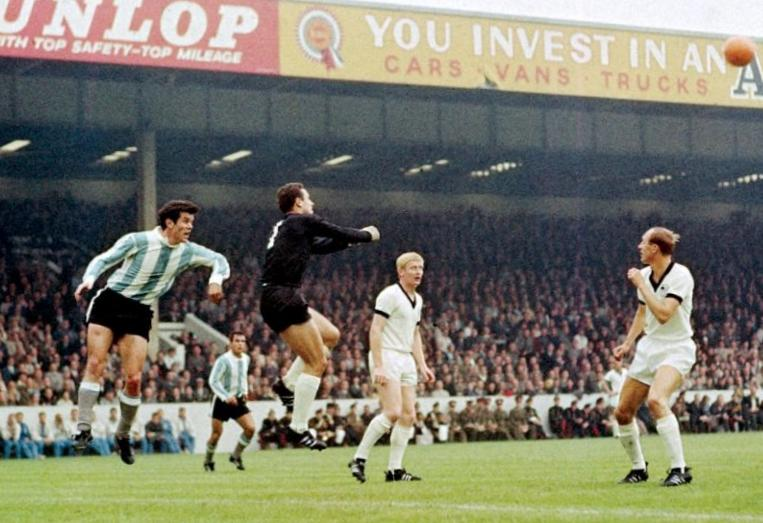
Una fase di ‒ a Villa Park al mondiale di calcio 1966

Nel dopoguerra lo stadio fu sottoposto ad alcuni ampliamenti: a parte il citato ripristino funzionale della tribuna, fu ricavato un presidio medico sullo spazio del vecchio padiglione da bowls, l'acquario fu riqualificato a palestra, fu acquistato un centro d'allenamento a mezzo chilometro dall'impianto e furono installati quattro tralicci d'illuminazione al fine di permettere la disputa degli incontri in notturna.
Il primo incontro serale ebbe luogo nel novembre 1958, un'amichevole contro gli scozzesi dell'Hearts.
Nel 1962 furono investite 40000 £ per dotare l'Holte End di un tetto e, l'anno seguente, fu rimosso quanto rimaneva dell'impianto originario del 1897, il vecchio tetto cilindrico della tribuna su Witton Lane, per rimpiazzarlo con una copertura piatta inclinata.
Grazie a tali lavori di modernizzazione Villa Park fu indicato tra gli stadi idonei a ospitare nel 1966 l'VIII campionato mondiale di calcio, la cui organizzazione fu affidata all'Inghilterra, benché la condizione per un'investitura ufficiale fosse la trasformazione della tribuna Witton Lane in un settore con soli posti a sedere.
Oltre a tale adeguamento, fu installata una gabbia metallica a copertura del tunnel d'accesso al campo dei giocatori e il campo fu allargato di 2,7 m per renderlo conforme alle specifiche FIFA per gare internazionali.

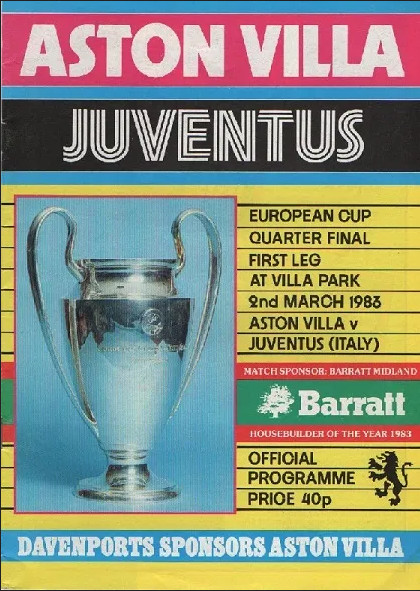
Programma di ‒ della Coppa dei Campioni 1982-83

Nel 1967 l'Aston Villa retrocesse e tre anni più tardi conobbe la sua prima stagione di terza divisione; a questo si accompagnò un declino di affluenza e di entrate economiche a causa della permanenza nelle categorie inferiori; il nuovo presidente Doug Ellis decise di rinnovare l'impianto che stava iniziando a mostrare segni di obsolescenza e, tra i primi e più urgenti tra i lavori cui diede corso, figurò il rifacimento dei servizi igienici e di tutto il sistema di acque bianche e nere dell'impianto, nonché il ripianamento degli spalti in piedi e la creazione di un nuovo botteghino.
Nel 1976, un anno dopo il ritorno dell'Aston Villa in First Division, iniziarono i lavori di ristrutturazione della tribuna su Witton Lane, ormai vecchia di mezzo secolo, e fondamentalmente poggiata su riporti di terra. Tra il 1976 e il 1977 fu livellato il terreno sottostante e iniziata la costruzione di spalti in cemento, preludio alla realizzazione di una nuova tribuna, ribattezzata North Stand, inaugurata a ottobre 1977.
I lavori costarono 1300000 £, che gettarono il club in una grave situazione debitoria: un'indagine finanziaria interna rilevò che, di tale somma spesa, circa 700000 £ erano non contabilizzate.
Da un ulteriore audit esterno di Deloitte Haskins & Sells emerse che i conti erano stati gonfiati di solo il 10% ma che si erano evidenziate criticità nel rispetto delle più comuni pratiche di controllo finanziario e dei lavori.
Nel frattempo il club si stava riproponendo ad alti livelli con la vittoria in due coppe di Lega e l'exploit della conquista del titolo di campione d'Inghilterra 1981 a 71 anni di distanza dal più recente, che gli diede il diritto di partecipare alla Coppa dei Campioni nella stagione successiva, in cui Villa Park fu teatro del cammino della squadra verso la finale di Rotterdam vinta contro i tedeschi del Bayern Monaco.
Da campione d'Europa giunse anche la qualificazione automatica all'edizione 1982-83, in cui il cammino della squadra si fermò ai quarti di finale a opera della Juventus ‒ al 2021 ultima avversaria dell'Aston Villa nel calcio europeo di vertice ‒ che, davanti a 45531 spettatori, espugnò Villa Park per 2-1 con goal di Rossi e Boniek (per gli inglesi fu Gordon Cowans l'ultimo marcatore Villan in tale competizione).

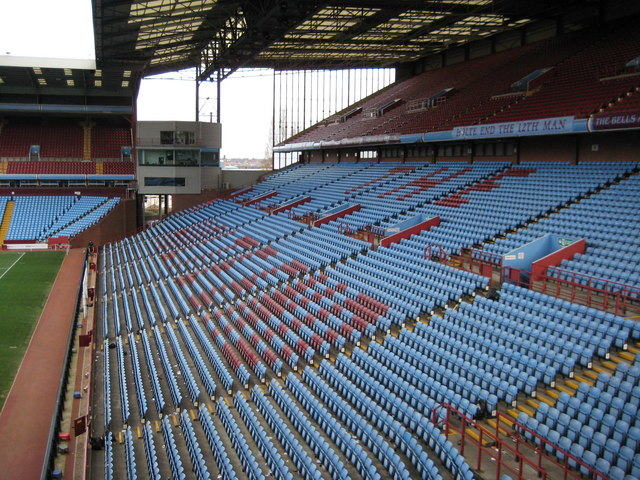
La rinnovata Holte End, 1994

Nel 1987 l'Aston Villa retrocedette nuovamente in seconda divisione e due anni più tardi accadde a Sheffield la nota Strage di Hillsborough in cui 96 tifosi del Liverpool rimasero uccisi per schiacciamento della folla che si ammassò nei pressi di una delle uscite; l'evento spinse il governo britannico a commissionare un'indagine sulla sicurezza degli stadi nel Paese, pubblicata nel 1990 e nota come Rapporto Taylor dal nome del suo estensore; una delle criticità emerse alla base di incidenti di tale genere era la presenza di posti in piedi negli stadi, che per legge furono proibiti nel Regno Unito, sulla scorta di tale rapporto, a partire dalla stagione 1994-95.
Villa Park fu uno degli impianti che dovette adeguarsi a tale nuova legislazione, e i primi lavori riguardarono, a fine 1990, l'aggiunta di 2900 posti a sedere nella North Stand al posto dei gradoni da cui si assisteva in piedi all'incontro; l'ampliamento del tetto della Holte End per coprire il settore dove in seguito sarebbero stati apposti i seggiolini; il rifacimento completo del tetto della tribuna su Trinity Road e la creazione di alcuni corporate box nella tribuna su Witton Lane, oltre al rinnovamento dell'impianto di illuminazione.
Nel 1992 l'Aston Villa riuscì a ottenere dalla città di Birmingham il permesso di ricostruire completamente la tribuna su Witton Lane, il che comportò anche la modifica del tracciato di tale strada, da realizzarsi con l'esproprio delle abitazioni interessate a un costo di 600000 £ e il ridisegno urbanistico dell'area.

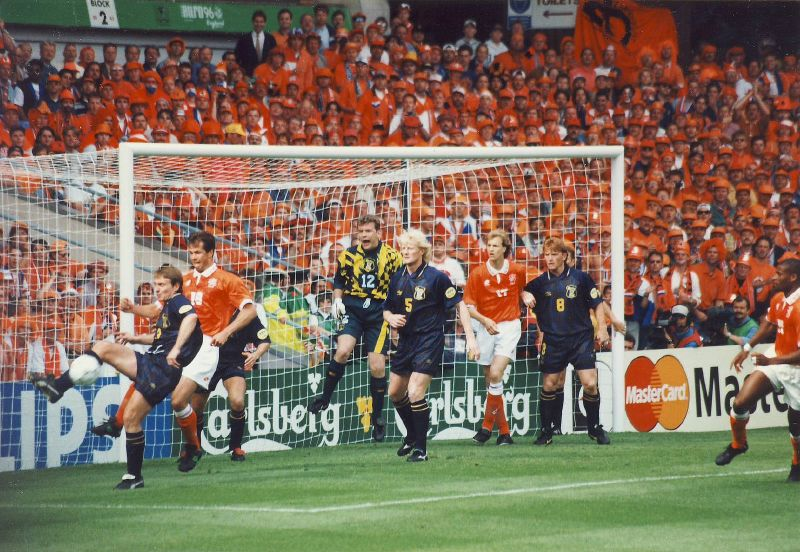
Una fase di ‒ a Villa Park all'europeo di calcio 1996

I lavori terminarono a gennaio 1994 a un costo totale di 5000000 £ e dotarono la nuova tribuna di 4686 posti a sedere, che portarono la capacità dell'impianto a 46005 posti.
Il presidente Doug Ellis pretese che la nuova tribuna così realizzata fosse ribattezzata Doug Ellis Stand e, nonostante le contestazioni dei tifosi, il settore fu rinominato durante la stagione 1993-94.
A tale stadio dei lavori, solo la Holte End non rispettava i requisiti stabiliti dal rapporto Taylor, e uno studio di fattibilità aveva evidenziato l'antieconomicità di dotare l'esistente struttura di sedili senza ulteriori lavori; si decise quindi di demolire completamente la vecchia tribuna e di ricostruirla ex novo nell'estate 1994: i lavori iniziarono il giorno immediatamente susseguente alla fine del campionato e terminarono tre mesi dopo con la costruzione di un settore a doppia gradinata, di cui subito operativo quello inferiore con 3000 posti, grazie al quale si tenne all'inizio di stagione il primo incontro senza posti in piedi nello stadio rinnovato.
A dicembre fu completata la gradinata superiore e l'intera tribuna fu capace di 13501 posti a sedere.
Nel frattempo, nel 1992 l'Inghilterra aveva ricevuto l'organizzazione dell'europeo di calcio 1996 e Villa Park era stato uno degli stadi inclusi nella candidatura inglese alla UEFA; ivi si tennero tre incontri della fase a gironi più un quarto di finale, in cui la Rep. Ceca sconfisse il Portogallo.
L'ultima ristrutturazione avvenne nel 2000 e riguardò la storica tribuna su Trinity Road disegnata da Archibald Leitch più di settant'anni addietro: nessuna sovrintendenza ai beni architettonici aveva protetto tale fabbricato, con la motivazione che esso aveva subìto troppe modifiche dall'originale per essere tutelabile, e quanto rimaneva dell'originale progetto, il tetto con le gabbie in metallo e tutti i sostegni in ferro che sorreggevano la copertura, furono rimossi.
I lavori durarono un anno e mezzo per un costo di circa 17000000 £ e la nuova tribuna fu inaugurata ufficialmente a novembre 2001 dal principe Carlo, che in quello stesso luogo ripeté quanto fatto da suo nonno 77 anni prima.
Nel 2009 fu assegnata all'Inghilterra l'organizzazione della Coppa del Mondo di rugby 2015 e, nel 2013, Villa Park fu preferito al City of Coventry Stadium tra le sedi destinate a ospitare gare del torneo: due furono le partite di scena in tale impianto, la prima tra Sudafrica e Uruguay e la seconda tra Australia e Samoa.
L'esatto opposto avvenne in occasione dei XXII Giochi del Commonwealth, in programma nel 2022 a Birmingham: il comitato organizzatore aveva designato Villa Park ad accogliere il torneo di rugby a VII dei Giochi, ma l'anticipo della stagione calcistica 2022-23 in vista della disputa a fine anno del mondiale di calcio in Qatar rese lo stadio indisponibile e il suo posto fu preso dal City of Coventry Stadium.
Dalla stagione 2011-12 il prato dello stadio è un tappeto di erba ibrida realizzato con tecnologia GrassMaster (fibre di materiale sintetico iniettate nel terreno intorno alle quali crescono e si ancorano i fili d'erba naturale).

## Altri utilizzi
Villa Park è il primo stadio delle Isole britanniche in cui si siano tenuti incontri internazionali di calcio in tre secoli consecutivi, avendo ospitato il primo di essi nel 1899, una vittoria 2-1 dell'Inghilterra sulla Scozia; 102 anni più tardi ivi fu di scena il suo primo incontro del XXI secolo, un'amichevole tra gli inglesi e la Spagna.
Gli iberici, nell'occasione, furono i primi visitatori fuori dalle Isole britanniche a giocare contro l'Inghilterra al Villa Park: nelle sette partite dei Bianchi ivi tenutesi nel XX secolo, infatti, quattro volte l'avversaria fu la Scozia, due il Galles e una l'Irlanda del Nord.
Al 2021 l'incontro internazionale di calcio più recente disputato in tale stadio è un'amichevole tra Inghilterra e Paesi Bassi nel 2005; nel giugno 2020 avrebbe dovuto tenervisi un'amichevole contro la Romania, successivamente annullata a causa della sospensione delle attività sportive a seguito della pandemia di COVID-19 in Europa.
In ambito di club Villa Park ospitò tra il 1901 e il 2007 55 semifinali di FA Cup, più di qualsiasi altro impianto inglese, entrambi gli stadi di Wembley inclusi.
Fu, anche, la sede della finale dell'ultima edizione di sempre della Coppa delle Coppe: nel 1999 in tale stadio la Lazio batté 2-1 gli spagnoli del Maiorca e l'ultimo marcatore di tale competizione fu il ceco Pavel Nedvěd, autore del goal con cui la squadra italiana si aggiudicò l'incontro a 9 minuti dalla fine.

### Altri sport
A parte il caso della citata Coppa del Mondo di rugby 2015, Villa Park accolse in passato discipline diverse dal calcio.
Prima dell'arrivo dell'Aston Villa come affittuario, lo stadio, all'epoca ancora Aston Lower Grounds, ospitò due incontri di First Class cricket, nel 1879 tra un XI di Londra e uno del nord dell'Inghilterra, e nel 1884 un test match tra Inghilterra e Australia.
Nel 1909 lo stadio ospitò il suo primo incontro internazionale di rugby a XIII, una vittoria 6-5 della Gran Bretagna contro l'Australia e, tre anni più tardi, a capodanno del 1912, i Kangaroos ivi ebbero la loro rivincita battendo 33-8 i britannici.
Negli anni cinquanta lo stadio accolse di nuovo una selezione internazionale, la Nuova Zelanda nel suo tour europeo del 1953, ma l'incontro che ivi si svolse non fu un test match, perché a scendere in campo contro i Kiwis fu una selezione di rugby a XIII delle Midlands.
Nel settembre 1985 Villa Park fu sede del Summer Bowl, la finale del campionato britannico di football americano organizzato dall'allora American Football League (UK), in cui il London Ravens batté 45-7 lo Streatham Olympians.

### Usi non sportivi
Villa Park vanta una discreta tradizione di utilizzo come arena per concerti: il primo artista a esibirsi in tale stadio, nel 1975, fu lo statunitense Barry White accompagnato dal suo gruppo di coriste Love Unlimited durante un tour nel Regno Unito.
Altri gruppi di rilievo esibitisi a Villa Park furono i Duran Duran (originari proprio di Birmingham), che ivi tennero un concerto di beneficenza nel 1983 e Bruce Springsteen, con due serate nel 1988 nell'ambito del suo Tunnel of Love Express Tour.
Durante la sospensione dell'attività sportiva nel 2020 a causa della pandemia di COVID-19, la North Stand di Villa Park fu utilizzata come unità volante di ostetricia al fine di non sovraccaricare gli ospedali della zona; un anno più tardi lo stadio fu messo a disposizione dal club come centro vaccinale a servizio del National Health Service.
Il 5 luglio 2025 Villa Park è stato la sede di Back to the Beginning, concerto d'addio dei Black Sabbath, gruppo musicale formatosi nel 1968 a Birmingham intorno alla figura di uno dei suoi più influenti esponenti, Ozzy Osbourne; il ricavato dell'esibizione, che ha visto la presenza di numerosi gruppi heavy metal a rendere omaggio ai Black Sabbath, è stato destinato in beneficenza.

## Incontri internazionali di rilievo

### Calcio
| Arbitro: | Dimit’r Rumenčev |

|                 |           |                 |
| Artime 65’, 77’ | Marcatori | 71’ (aut.) Roma |

| Birmingham 16 luglio 1966, ore 15 UTC+0 Mondiale 1966, girone 2 | Germania Ovest     | 0 – 0 referto | Argentina | Villa Park (51000 spett.)\| Arbitro: \| Konstantin Zečević \| |
| Arbitro:                                                        | Konstantin Zečević |               |           |                                                               |

| Arbitro: | Armando Marques |

|                         |           |           |
| Emmerich 39’ Seeler 84’ | Marcatori | 23’ Fusté |

| Arbitro: | Hellmut Krug |

|              |           |  |
| Poborský 53’ | Marcatori |  |

### Rugby a 13
| Arbitro: | Edward Smirk |

|              |    |          |
| Thomas Tyson | mt | Frawley  |
|              | tr | Devereux |

| Arbitro: | R. Robinson |

|              |    |                                                          |
| Clark Thomas | mt | Berecry (2) Frawley (2) McCue (2) McKivat (2) Farnsworth |
| Wood         | tr | Frawley (2) Gilbert                                      |

### Rugby a 15
| Arbitro: | Wayne Barnes |

|                                                           |      |                 |
| Pietersen 15’, 47’, 78’ Burger 58’ Brits 71’ Habana 80+3’ | mt   |                 |
| Pollard 47’ Lambie 80+3’                                  | tr   |                 |
| Pollard 2’, 19’, 24’, 39’                                 | c.p. | 9’, 12’ Stanley |

| Arbitro: | Pascal Gaüzère |

| |      |              |
| McMahon 7’, 69’ Tomane 9’ Mumm 26’ Speight 31’ McCalman 35’, 61’ Mitchell 47’, 52’ To’omua 71’ Kuridrani 80+1’ | mt   |              |
| Cooper 9’, 31’, 35’, 61’, 80+1’                                                                                | tr   |              |
| | c.p. | 24’ Berchesi |